# Воле-Висоцька сільська рада
| Воле-Висоцька сільська рада — орган місцевого самоврядування у Жовківському районі Львівської області з адміністративним центром у с. Воля-Висоцька. Історична дата утворення: в 1950 році. Водоймища на території, підпорядкованій даній раді: річка Баланда. Сільській раді підпорядковані населені пункти: - с. Воля-Висоцька |

## Склад ради
Рада складається з 14 депутатів та голови.

### Керівний склад ради
| ПІБ                           | Основні відомості                                                 | Дата обрання | Дата звільнення |  |
| ----------------------------- | ----------------------------------------------------------------- | ------------ | --------------- |  |
| Черненко Валентин Миколайович | Сільський голова, 1957 року народження, освіта, безпартійний      | 26.03.2006   | 26.02.2008      |  |
| Скіп Ганна Федорівна          | Сільський голова, 1955 року народження, освіта, позапартійна      | 30.11.2008   | 31.10.2010      |  |
| Скіп Ганна Федорівна          | Сільський голова, 1955 року народження, освіта вища, позапартійна | 31.10.2010   |                 |  |
| Скіп Ганна Федорівна          | Сільський голова, 1955 року народження, освіта вища, позапартійна | 25.10.2015   |                 |  |

Примітка: таблиця складена за даними джерела